# ويلي يونغ
ويلي يونغ (بالإنجليزية: Willie Young)‏ (25 نوفمبر 1951 بإدنبرة في المملكة المتحدة - ) هو لاعب كرة قدم بريطاني في مركزي الدفاع وقلب الدفاع. شارك مع منتخب اسكتلندا تحت 21 سنة لكرة القدم. أما مع النوادي، فقد لعب مع برايتون أند هوف ألبيون وتوتنهام هوتسبير ونادي أبردين ونادي أرسنال ونوتينغهام فورست ونورويتش سيتي ودارلينجتون إف سى.

## وصلات خارجية
- ويلي يونغ على موقع قاعدة بيانات كرة القدم.إي يو (الإنجليزية)